# Vicia balansae
Vicia balansae är en ärtväxtart som beskrevs av Pierre Edmond Boissier. Vicia balansae ingår i släktet vickrar, och familjen ärtväxter. Inga underarter finns listade i Catalogue of Life.